# Cupa Mitropa 1935

## Echipele participante pe națiuni
| Austria      | FK Austria Viena SK Admira Viena First Vienna FC 1894 SK Rapid Viena       |
| Italia       | AS Roma AC Fiorentina Juventus Torino AS Ambrosiana-Inter                  |
| Ungaria      | Ferencvaros Budapesta Ujpest Budapesta FC MTK Hungaria Budapesta Szeged LK |
| Cehoslovacia | AC Sparta Praga Slavia Praga SK Viktoria Plzen SK Zedenice Brno            |